# ۱۰۰۸ (قمری)
۱۰۰۸ (قمری)، هزار و هشتمین سال در گاهشماری هجری قمری است. اول محرم این سال برابر با بیست و چهارم ژوئیه سال ۱۵۹۹ میلادی است.

## وابسته
- شیخ بهایی